# Sonate pour saxhorn alto
La Sonate pour saxhorn alto (aussi cor d'harmonie ou saxophone alto) et piano en mi bémol majeur est une œuvre de musique de chambre de Paul Hindemith composée en 1943.

## Présentation
La Sonate pour saxhorn alto (en) (ou « pichotte » en français, « Althorn » en allemand, « Tenor horn » en anglais) et piano est une sonate composée en septembre 1943, alors qu'Hindemith est émigré aux États-Unis, où il enseigne à l'Université Yale. L'instrument est en mi bémol et peu usité en musique de chambre ou symphonique mais est en revanche souvent présent dans les ensembles de cuivres et orchestres à vent en Allemagne, en Suisse ou en Grande-Bretagne (notamment dans les brass bands),,.
Comme alternative au saxhorn alto, la sonate est aussi jouable au saxophone alto ou au cor d'harmonie,,.
La partition est publiée plusieurs années après sa date de composition, en 1956, par Schott,.

## Structure
L’œuvre, d'une durée moyenne d'exécution de onze minutes environ, comprend quatre mouvements,, :
1. Ruhig bewegt, bref morceau introductif, sorte de prélude lyrique et calme ;
2. Lebhaft, mouvement vif de forme ternaire, sorte de scherzo ;
3. Sehr langsam, mouvement lent et expressif de 14 mesures, qui introduit le dernier mouvement ;
4. Das Posthorn (Zwiegespräch), un finale Lebhaft, précédé d'un texte, Dialogue « cor de postillon », entre « le corniste » et « le pianiste », sur un poème du compositeur :
« l'ancien n'est pas bon pour la simple raison qu'il appartient au passé / le nouveau n'est pas davantage excellent parce que nous marchons avec lui / et personne n'a jamais éprouvé plus de bonheur / que ce qu'il était en mesure d'assumer et de comprendre / il t'appartient à toi, au-delà de la hâte, du bruit et de la multitude / de retrouver et de préserver à nouveau / ce qui est permanent, le silence, le sens, la structure... »[2] ;  ce dernier mouvement est composé de trois sections : « un solo de piano galopant, puis un air de danse plus détendu pour le cor (avec accompagnement) et finalement une réexposition simultanée de ces deux sections »[5].

## Discographie
- Paul Hindemith : Sonatas for..., Harmonia Mundi, 2015, Teunis van der Zwart (saxhorn alto) et Alexander Melnikov (piano)[6].
- Paul Hindemith : Five Brass Sonatas, Indésens, 2018, Nicolas Prost (saxophone alto) et Laurent Wagshal (piano)[7],[8].
- Hindemith : Complete Sonatas for Wind Instruments and Piano, Brilliant Classics, 2021, David Brutti (saxophone alto) et Filippo Farinelli (piano)[9],[10].
- Hindemith : Wind Sonatas, Les Vents Français, Warner Classics, 2021, Radovan Vlatkovic (cor) et Éric Le Sage (piano)[11],[10].